# Eugene Strong
Pour les articles homonymes, voir Strong.
Eugene Strong (né le 9 août 1893 dans le Wisconsin, mort le 25 juin 1962 à Los Angeles) est un acteur américain de cinéma et de Vaudeville, également producteur.

## Biographie
Eugene Strong, né dans le Wisconsin partage sa carrière entre la scène et le cinéma. Il tient le rôle principal dans The Virginian pendant 2 années. Il travaille dans un Vaudeville en 1915. Il apparait dans son premier film en 1916, et a des critiques positives sur son rôle. À la fin de sa carrière il est également producteur.

## Filmographie partielle

### Acteur

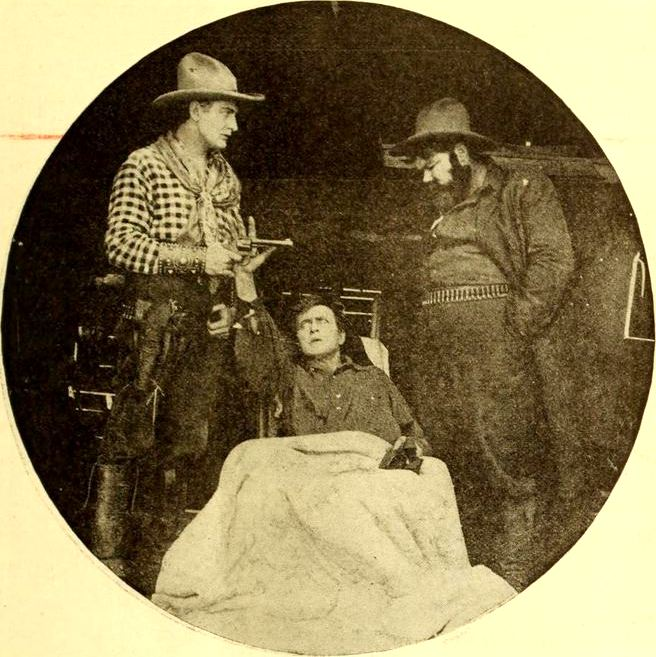
Eugene Strong (au centre)dans The Border Legion avec Hobart Bosworth et Kewpie Morgan.

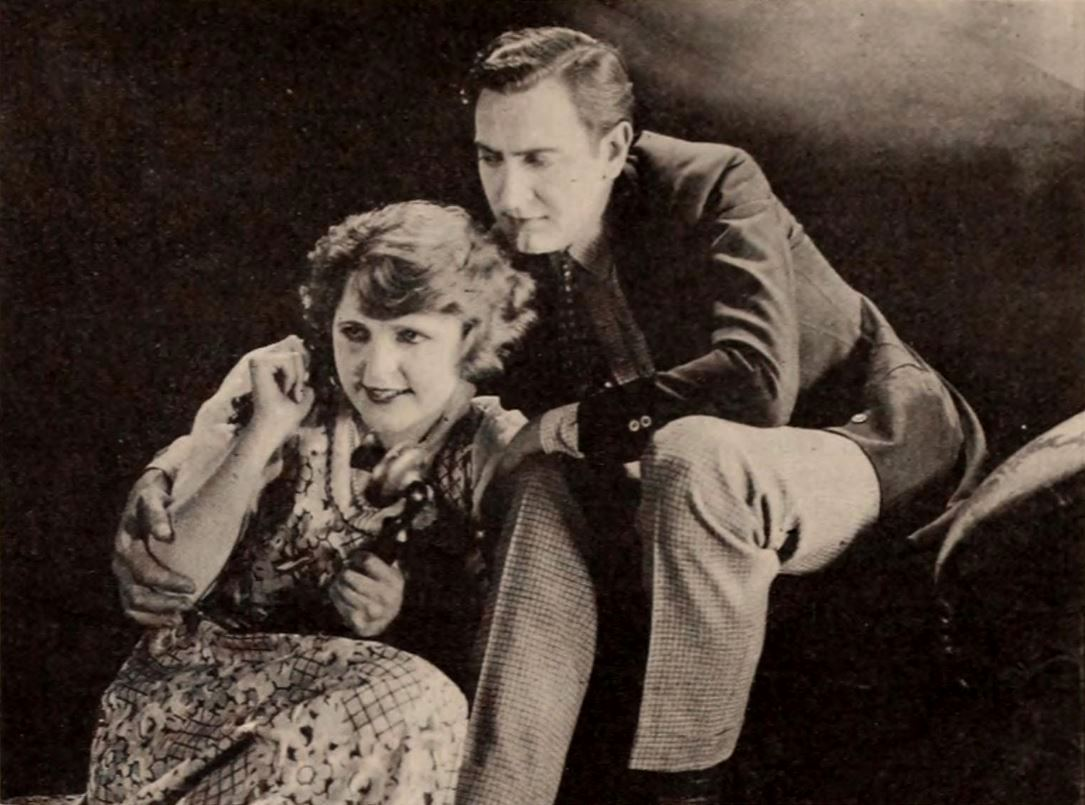
Eugene Strong et Rubye De Remer dans His Temporary Wife (1920).

- 1916 : The Crimson Stain Mystery : Robert Clayton
- 1917 : Infidelity (en) : Ford Maillard
- 1917 : In the Hands of the Law
- 1917 : The Trail of the Shadow : Henry Hilliard
- 1918 : Her Mistake : Ralph Van Cort
- 1918 : The Border Legion : Jim Cleve
- 1918 : Life's Greatest Problem : Dick Craig
- 1919 : The Divorcee : Young Lord Mereston
- 1919  : The Undercurrent de Wilfrid North
- 1919 : A Stitch in Time : Worthington Bryce
- 1919 : The Vengeance of Durand : Captain St. Croix Trouvier
- 1920 : His Temporary Wife : Arthur Eliot
- 1921 : Miss 139 : Capt. Marlowe
- 1924 : Damaged Hearts : David
- 1926 : The Better Way : The Boss
- 1927 : Not for Publication : Eli Barker
- 1927 : The Drop Kick : Brad Hathaway
- 1927 : Web of Fate (en) : Don Eddington
- 1927 : L'Escalier des cent marches (The Warning) de George B. Seitz : No. 24
- 1928 : Coney Island : Tammany Burke
- 1928 : Crooks Can't Win : Alfred Dayton Jr
- 1931 : The Front Page  : Endicott (as Gene Strong)
- 1932 : Men of America : Bugs - Henchman
- 1934 : Le Cabochard (The St. Louis Kid) de Ray Enright
- 1935 : Let 'em Have It  : 'Dude'

### Producteur
- 1936 : Hopalong Cassidy Returns – Producteur
- 1936 : Trail Dust (en)  – Producteur
- 1937 : Borderland – Producteur
- 1937 : The Barrier  – Location manager
- 1938 : Partners of the Plains (en) de Lesley Selander  – Production manager
- 1947 : Femme de feu (Ramrod) – Producteur associé (sous le nom Gene Strong)